# Fenda do Pico Queimado
A Fenda do Pico Queimado é uma gruta portuguesa localizada na freguesia da Santa Bárbara ilha de São Miguel, arquipélago dos Açores.
Esta cavidade apresenta uma geomorfologia de origem vulcânica em forma de fenda localizada em domo traquítico.
Este acidente geológico apresenta um comprimento de 6 m.

## Espécies observáveis[2]
- Heminothrus peltifer Acari-Oribatei Camisiidae
- Tritegeus (n. sp.) Acari-Oribatei Cepheidae
- Ceratozetes simulator Acari-Oribatei Ceratozetidae
- Euzetes globula Acari-Oribatei Euzetidae
- Acrogalumna longiplumus Acari-Oribatei Galumnidae
- Liacarus alatus Acari-Oribatei Liacaridae
- Liacarus maderensis Acari-Oribatei Liacaridae
- Phthiracarus piger Acari-Oribatei Phthiracaridae
- Steganacarus hirsutus Acari-Oribatei Steganacaridae
- Lithobius pilicornis Chilopoda Lithobiidae
- Disparrhopalites patrizii Collembola Arrhopalitidae
- Entomobrya marginata Collembola Entomobryidae
- Isotoma maritima meridionalis Collembola Isotomidae
- Neelus murinus Collembola Neelidae
- Onychiurus insubrarius Collembola Onychiuridae
- Lipothrix lubbocki Collembola Sminthuridae
- Tomocerus longicornis Collembola Tomoceridae